# Estancarbon
Estancarbon (em occitano:  Estanhcarbon) é uma comuna francesa na região administrativa da Occitânia, no departamento do Alto Garona. Estende-se por uma área de 6.23 km², com 608 habitantes, segundo o censo de 2018, com uma densidade de 98 hab/km².